# داربوبويتين ألفا
داربوبويتين ألفا هو شكل صناعي من الإريثروبويتين، يحفز تكون الكريات الحمر.

## الاستعمالات
يستعمل في علاج فقر الدم، والذي غالبا ما يعود سببه لمرض الكلى المزمن أو بسبب العلاج الكيميائي.
الدواء حاصل على ترخيص وكالة الأدوية الأوروبية في يوليو 2001، والترخيص يتضمن استعمال الدواء لعلاج فقر الدم الناتج عن مرض الكلى المزمن أو بسبب العلاج الكيميائي المستعمل في علاج السرطان. أما إدارة الغذاء والدواء الأمريكية فقد رخصت استعماله في سبتمبر 2001 لعلاج فقر الدم في مرض الكلى المزمن ويعطى الدواء عن طريق الوريد أو تحت الجلد.

## التسويق
طورته شركة أمجن داربوبويتين ألفا وتسوقه تحت اسم تجاري هو Aranesp. أما في الهند، فتعد مختبرات دكتور ريدي أول شركة تنتج داربوبويتين مكافئ في العالم، وتسوقه تحت اسم تجاري هو Cresp.

## التصنيع
ينتج داربوبويتين ألفا بواسطة تقنية الحمض النووي معاد التركيب في خلايا مبيض الهامستر الصيني المعدلة. وداربوبويتين ألفا يختلف قليلا عن الإريثروبويتين الطبيعي الموجود في الجسم من ناحية التركيب.

## داربوبويتين ألفا في الرياضة
يعد داربوبويتين ألفا من المواد التي تحضر استعمالها الوكالة العالمية لمكافحة المنشطات بسبب احتمال إساءة استعمالها من قبل الرياضيين لغرض الاستفادة منها في المنافسات.
في الألعاب الأولمبية الشتوية 2002 التي أقيمت في مدينة سالت لايك سيتي الأمريكية، أطيح بالرياضييتين الروسيتين لاريسا لازوتينا وأولغا دانيلوفا والإسباني يوهان ميولغ من السباق النهائي في التزلج الريفي.